# عملیات قلوه‌سنگ

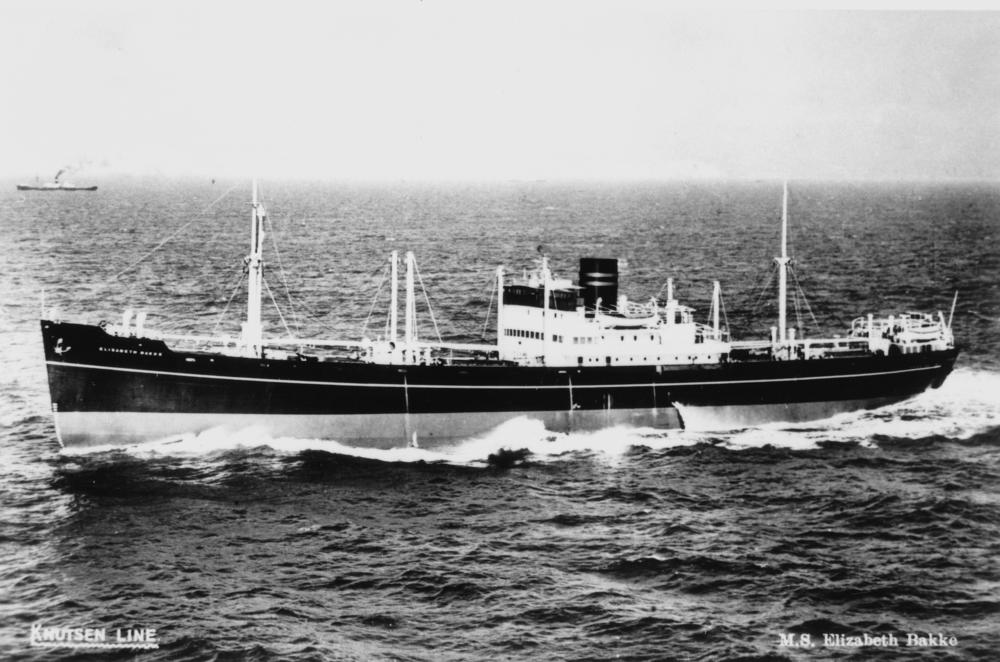
کشتی نروژی الیزابت باکه، یکی از پنج کشتی که محاصره را انجام دادند.

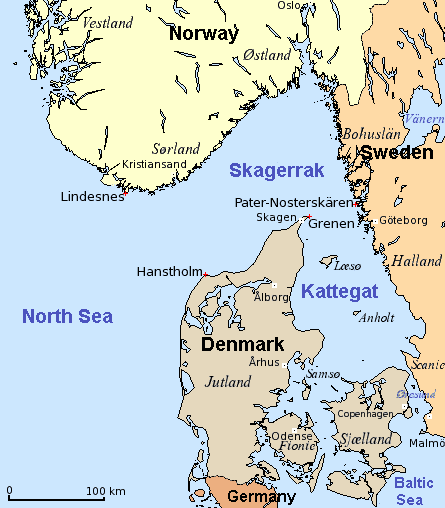
نقشه اسکاگراک که نزدیکی سواحل نروژ و دانمارک را نشان می‌دهد که در سال ۱۹۴۰ تحت کنترل آلمان قرار گرفت.

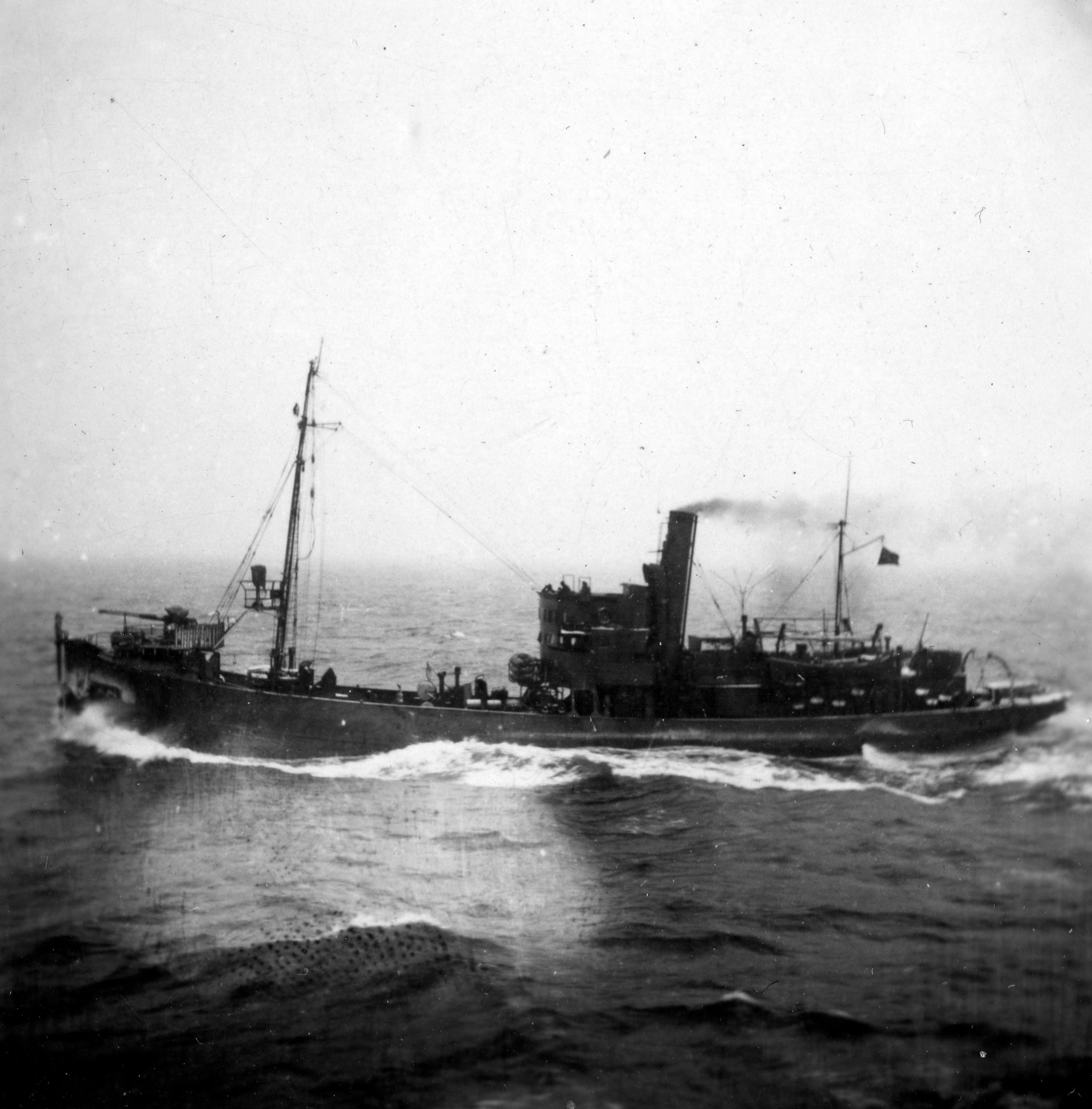
یک قایق پیکت آلمانی یا کشتی ترال مسلح، نمونه ای از کشتی‌های گشتی است که برای اجرای محاصره شبه جزیره استفاده می‌شود.

عملیات قلوه‌سنگ (به انگلیسی: Operation Rubble) این عملیات در (ژانویه ۱۹۴۱) به اجراء گذاشته شد هدف این عملیات دریایی که پس از محاصره انگلستان توسط آلمان اجرایی شد. عبور (فرار) از خط محاصره آلمانها و رساندن پشتیبانی به نیروهای انگلستان توسط متحدین بود.

## جزئیات عملیات
هدف عملیات عبور از محاصره آلمانها بود که در این عملیات پنج کشتی تجاری نروژی از سوئد به انگلیس از خط محاصره آلمانها فرار کردند. کشتی‌های شرکت کننده در این عملیات کشتی بخار نروژی الیزابت باکه با (۵٬۴۵۰grt)، جان باکه با (۴٬۷۱۸grt)، تای شان (۶٬۹۶۲grt)، برج ثور (۴۷۶۷grt) و رانجا (۶٬۳۵۵grt) بودند. علاوه بر حمل محموله پشتیبانی، تعدا زیادی از افسران، ملوانان بریتانیایی و نروژی سوار کشتی‌ها بودند که پس از شکست متحدان در نبرد نروژ به سوئد عقب‌نشینی کرده بودند. این کشتی‌ها در ۲۳ ژانویه ۱۹۴۱، گوتنبورگ را ترک کردند.

## عبور از محاصره
پس از عبور از محاصره آلمانها توسط دو دسته کشتی آلمانی مورد تعقیب قرار گرفتند در نتیجه به دریای شمال رفتند و از آن سو کشتی‌های جنگی انگلستان به پیشواز و اسکورت آنها آمدند. این اسکورت شامل کشتی‌های اچ ام اس نایاد، اچ ام اس اورا، اچ ام اس ادینبورگ و اچ ام اس بیرمنگام و ناوشکن اچ ام اس اسکاپده، اچ ام اس اکو، اچ ام اس الکترا بودند. جان بارک و رانجا در تاریخ ۲۵ ژانویه ۱۹۴۱ با کشتی‌های آلمانی (لوفتاوف و کروزرها) درگیر شدند. محل درگیری‌ها کرک‌وال در اورکنی بود.

## نتیجه عملیات
کشتی‌ها با موفقیت توانستند حدود ۱۸٬۶۰۰ تن بار از جمله توپ، ماشین آلات، قطعات یدکی، آهن، شمش، و فولاد از کیفیت‌های مختلف را تحویل شد. این عملیات توسط جورج مدیریت شد وی مدیر موقت نمایندگی وزارت تأمین انگلیس در استکهلم بود. او در تای شان کشته شد. این عملیات اولین مورد از اینگونه عملیات بود. عملیات دیگر مانند: عملیات عملیاتی، عملیات بردیفورد و عملیات موشن به اجرا درآمد.

## دیگر منابع
- بایگانی ملی انگلستان: FO 371/29410 1941، عملیات "قلوه سنگ" - FO 371/29425، ۱۹۴۱، عملیات "قلوه سنگ" و "عملکرد": شامل "بحث با سوئدی (از جمله سرمایه دار سوئدی و دیپلمات جنگی مارکوس والنبرگ) در مورد حرکت نروژی کشتی‌های گوتنبرگ در برابر مخالفان آلمانی ".[۶]
- warsailors.com:M/T الیزابت بابک (به ژوئیه ۲۰۱۱ دسترسی پیدا کرد)

## پانویس

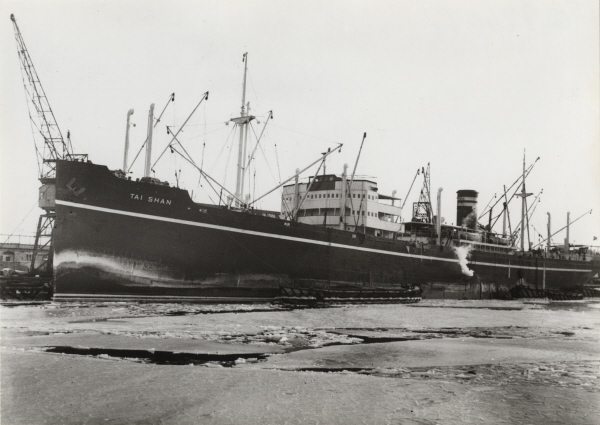
کشتی نروژی تای شان که از آن به عنوان «گل سرسبد» خود استفاده کرد.